# Сыктывкар (городской округ)
Сыктывкар — административно-территориальная единица (административно-территориальное образование город республиканского значения с подчинённой ему территорией) и муниципальное образование (городской округ с официальным наименованием муниципальное образование городского округа «Сыктывкар») в составе Республики Коми Российской Федерации.
Административный центр — город Сыктывкар.

## География
Территориальное образование расположено в южной части Республики Коми, у впадения реки Сысола в Вычегду.
Город Сыктывкар и подчинённые его администрации населённые пункты приравнены к районам Крайнего Севера.
Граничит с Сыктывдинским и Корткеросским районами.

## Население
| 2002     | 2009     | 2010     | 2011     | 2012     | 2013     | 2014     | 2015     | 2016     |
| -------- | -------- | -------- | -------- | -------- | -------- | -------- | -------- | -------- |
| 245 768  | ↗248 233 | ↗250 874 | ↗251 599 | ↗254 489 | ↗256 077 | ↗257 921 | ↗258 708 | ↗259 406 |
| 2017     | 2018     | 2019     | 2020     | 2021     | 2024     |          |          |          |
| ↗260 448 | ↗260 822 | ↘260 345 | ↘259 884 | ↘233 876 | ↘232 811 |          |          |          |

Согласно прогнозу Минэкономразвития России, численность населения будет составлять:
- 2024 — 266,94 тыс. чел.
- 2035 — 291,3 тыс. чел.

### Национальный состав
По переписи 2010 года: 
- Всего — 250 874 чел.
- русские — 158 147 чел. (66,0 %),
- коми — 62 040 чел. (25,9 %),
- украинцы — 6612 чел. (2,8 %)
- немцы — 2113 чел. (0,9 %)
- белорусы — 2079 чел. (0,9 %)
- татары — 1377 чел. (0,6 %)
- азербайджанцы — 1334 чел. (0,6 %)
- чуваши — 1109 чел. (0,5 %)
- указавшие национальность — 239 784 чел. (100,0 %).

По итогам переписи населения 2020 года проживали следующие национальности (национальности менее 0,1 % и другое, см. в сноске к строке «Другие»):
| Национальность | Численность, чел. | Доля     |
| -------------- | ----------------- | -------- |
| Русские        | 125 228           | 53,54 %  |
| Коми           | 31 285            | 13,38 %  |
| Украинцы       | 2311              | 0,99 %   |
| Немцы          | 825               | 0,35 %   |
| Азербайджанцы  | 738               | 0,32 %   |
| Белорусы       | 718               | 0,31 %   |
| Татары         | 618               | 0,26 %   |
| Чуваши         | 477               | 0,20 %   |
| Армяне         | 380               | 0,16 %   |
| Другие         | 71 296            | 30,49 %  |
| Итого          | 233 876           | 100,00 % |

## Состав
В состав административно-территориального образования и городского округа входят 7 населённых пунктов:
| № | Населённый пункт   | Тип населённого пункта        | Население |
| - | ------------------ | ----------------------------- | --------- |
| 1 | Верхний Мыртыю     | посёлок                       | ↘86       |
| 2 | Верхняя Максаковка | пгт                           | ↗3823     |
| 3 | Выльтыдор          | посёлок                       | ↘622      |
| 4 | Краснозатонский    | пгт                           | ↘7367     |
| 5 | Седкыркещ          | пгт                           | ↘1259     |
| 6 | Сыктывкар          | город, административный центр | ↘219 094  |
| 7 | Трехозерка         | посёлок                       | 360       |

## Административно-территориальное устройство
Административно-территориальное устройство, статус и границы города республиканского значения Сыктывкара с подчиненной ему территорией установлены Законом Республики Коми от 6 марта 2006 года № 13-РЗ «Об административно-территориальном устройстве Республики Коми». Административно-территориальное образование включает 5 административных территорий:
| № | Административная территория                                              | Административный центр | Населённые пункты                                         | Количество населённых пунктов |
| - | ------------------------------------------------------------------------ | ---------------------- | --------------------------------------------------------- | ----------------------------- |
| 1 | город республиканского значения Сыктывкар с прилегающей территорией      | город Сыктывкар        | город Сыктывкар                                           | 1                             |
| 2 | Эжвинский район города Сыктывкара                                        | город Сыктывкар        |                                                           |                               |
| 3 | посёлок городского типа Верхняя Максаковка с подчиненной ему территорией | пгт Верхняя Максаковка | пгт Верхняя Максаковка, пст Верхний Мыртыю, пст Выльтыдор | 3                             |
| 4 | посёлок городского типа Краснозатонский с подчиненной ему территорией    | пгт Краснозатонский    | пгт Краснозатонский                                       | 1                             |
| 5 | посёлок городского типа Седкыркещ с подчиненной ему территорией          | пгт Седкыркещ          | пгт Седкыркещ, пст Трехозерка                             | 2                             |

## История
Административно-территориальное образование город республиканского значения Сыктывкар с подчинённой ему территорией образовано согласно Закону Республики Коми от 6 марта 2006 года № 13-РЗ «Об административно-территориальном устройстве Республики Коми»
В январе 2006 года в ходе реформы местного самоуправления было образовано муниципальное образование со статусом городского округа «Сыктывкар», в составе которого был выделен Эжвинский район города Сыктывкара.